# Semelhe
Semelhe era una freguesia portuguesa del municipi de Braga, amb 3,02 km² d'àrea i 783 habitants (al cens del 2011). Densitat de població: 259,3 hab/km².
L'extingiren al 2013, en l'àmbit d'una reforma administrativa nacional, i fou agregada a les freguesies de Real i Dume, per formar-ne una de nova denominada Unió de les Freguesies de Real, Dume i Semelhe amb seu a Real.
En aquesta localitat van nàixer:
- Martinho Geraldes, arquebisbe de Braga de 1255 a 1271;
- Martinho António Pereira da Silva (1812-1875), fundador del Santuari de Sameiro;
- Alberto da Rocha Martins (1917-1995), escriptor i prior de la Col·legiata Barcelense.

L'escriptor José Leon Machado, en el seu llibre Quero Cortejar o Sol, relata els anys de joventut que passà en aquesta població quan hi va viure amb la família entre 1980 i 1986.
Va ser vicaria dels Eremites de Santo Agostinho del Convent do Pópulo, que van construir en la propietat que ací posseïen un edifici conegut com Castell de Semelhe. La propietat, actualment coneguda com Quinta da Mata, fou adquirida el 1919 per Joan Rego, que l'emmurallà.
El nom del poble apareix en documents fins al segle XVI de diverses formes: Villa Samuella, Samuelle, Parada de Samuel, Samuele i Samuel-Real-o-Novo. No obstant això, sembla que evolucionà de la forma llatinitzada tal vegada d'origen germànic Sameli, que apareix en un document de 1090.

## Població
| Població de la freguesia de Semelhe (1864 – 2011) | Població de la freguesia de Semelhe (1864 – 2011) | Població de la freguesia de Semelhe (1864 – 2011) | Població de la freguesia de Semelhe (1864 – 2011) | Població de la freguesia de Semelhe (1864 – 2011) | Població de la freguesia de Semelhe (1864 – 2011) | Població de la freguesia de Semelhe (1864 – 2011) | Població de la freguesia de Semelhe (1864 – 2011) | Població de la freguesia de Semelhe (1864 – 2011) | Població de la freguesia de Semelhe (1864 – 2011) | Població de la freguesia de Semelhe (1864 – 2011) | Població de la freguesia de Semelhe (1864 – 2011) | Població de la freguesia de Semelhe (1864 – 2011) | Població de la freguesia de Semelhe (1864 – 2011) | Població de la freguesia de Semelhe (1864 – 2011) |
| ------------------------------------------------- | ------------------------------------------------- | ------------------------------------------------- | ------------------------------------------------- | ------------------------------------------------- | ------------------------------------------------- | ------------------------------------------------- | ------------------------------------------------- | ------------------------------------------------- | ------------------------------------------------- | ------------------------------------------------- | ------------------------------------------------- | ------------------------------------------------- | ------------------------------------------------- | ------------------------------------------------- |
| 1864                                              | 1878                                              | 1890                                              | 1900                                              | 1911                                              | 1920                                              | 1930                                              | 1940                                              | 1950                                              | 1960                                              | 1970                                              | 1981                                              | 1991                                              | 2001                                              | 2011                                              |
| 375                                               | 331                                               | 373                                               | 426                                               | 431                                               | 422                                               | 474                                               | 560                                               | 636                                               | 579                                               | 606                                               | 792                                               | 711                                               | 847                                               | 783                                               |

## Patrimoni
- Església parroquial
- Quinta da Mata
- Castell de Semelhe
- Capella do Senhor do Lírio
- Capella de Santo António
- Capella de Sâo Gonçalo
- Casa del Vescomte de Semelhe
- Casa blasonada dels Azevedos